# Sokiriani
Sokiriani (en ucraïnès Сокиряни i en rus Сокиряны) és una ciutat de la província de Txernivtsí, Ucraïna. El 2021 tenia 8.652 habitants.